# Saison 9 de Naruto Shippuden
Pour un article plus général, voir Liste des épisodes de Naruto Shippuden.
Chronologie
Saison 8 de Naruto Shippuden Saison 10 de Naruto Shippuden

## Légende des tableaux
|  | Épisodes adaptés (sans couleur d'arrière plan) |

|  | Épisodes filler (hors manga) |

Légende : Les épisodes fillers (épisodes hors série exclusifs à l'animé qui ne sont pas dans les mangas) sont surlignés en couleur.

## Saison 9
Diffusée sur TV Tokyo entre le 7 avril 2011 et le 29 septembre 2011, elle contient 25 épisodes.

Diffusée en France sur Game One entre le 25 juillet 2011 et le 3 octobre 2012.
| No | Titre français                                           | Titre japonais                   | Titre japonais                                                                                    | Date de 1re diffusion |
| No | Titre français                                           | Kanji                            | Rōmaji                                                                                            | Date de 1re diffusion |
| --- | -------------------------------------------------------- | -------------------------------- | ------------------------------------------------------------------------------------------------- | --------------------- |
| 206 | La Confession de Sakura                                  | サクラの想い                     | Sakura no omoi (Les sentiments de Sakura)                                                         | 7 avril 2011          |
| [Chapitres 468 à 470] — Alors que Kisame retrouve Killer Bee, le Raikage est choisi pour être à la tête de l'alliance pour le fait qu'il est le seul à pouvoir contrôler le jinchūriki de Hachibi. Entre-temps, Sakura fait une déclaration d’amour à laquelle Naruto ne croit pas ; elle souhaite qu'il oublie la promesse qu'il lui a faite de ramener Sasuke à Konoha. Naruto ne veut rien savoir et souhaite toujours sauver Sasuke. Sakura décide alors de partir à la poursuite de Sasuke avec l'aide de Kiba, Lee et Saï. Pendant ce temps, Killer Bee se prépare à affronter Kisame… |                                                          |                                  |                                                                                                   |                       |
| 207 | Démon à queue contre démon sans queue                    | 尾獣ＶＳ尾のない尾獣             | Bijū tai o no nai bijū (Démon à queues contre démon sans queue)                                   | 14 avril 2011         |
| [Chapitres 471 à 473] — Alors que Ao est piégé par Fû , Killer Bee affronte Kisame qui rivalise face à la puissance de Hachibi grâce à son épée Samehada capable d’absorber rapidement de grandes quantités de chakra. Ao est sauvé in extremis par la Mizukage, tandis que Kisame fusionne avec son épée pour donner un être aquatique puissant et invoque une énorme quantité d’eau qui transforme le combat en zone sous-marine. Nettement avantagé dans son milieu, il finit par épuiser Killer Bee et s’apprête à l’achever quand Samehada le trahit, amoureuse du chakra de pieuvre de Hachibi. L’intervention du Raikage pour sauver son frère tourne au désavantage de Kisame qui finit décapité par un combo des deux frères. |                                                          |                                  |                                                                                                   |                       |
| 208 | En tant qu'ami                                           | 親友として                       | Tomo to shite (En tant qu'ami)                                                                    | 21 avril 2011         |
| [Chapitres 473 à 475] — Suigetsu et Jûgo sont arrêtés par les samouraïs du Pays du Fer, tandis que Saï, trahissant Sakura, avertit Naruto à l’aide d’un clone. Saï explique à Naruto que Sakura est déterminée à retrouver Sasuke afin de l’éliminer elle-même. L’équipe de Gaara intervient et informe Naruto, Kakashi, Yamato et Saï de ce qu’il s’est passé au conseil et transmet la charge de Hokage par intérim à Kakashi. Gaara décide à son tour de parler à Naruto au sujet de Sasuke et lui conseille de faire le bon choix. Pendant ce temps, Madara intercepte Danzô et maîtrise ses gardes du corps Fû et Torune ; il fait alors apparaître Sasuke et Karin devant Danzô qui libère son bras droit sur lequel sont greffés des yeux possédant le Sharingan. |                                                          |                                  |                                                                                                   |                       |
| 209 | Le Bras droit de Danzô                                   | ダンゾウの右腕                   | Danzō no migiude (Le bras droit de Danzô)                                                         | 28 avril 2011         |
| [Chapitres 476-477] — Naruto se renferme sur lui-même, et subit, sous l’émotion, une crise d’hyperventilation. Avec Susanô, Sasuke maîtrise rapidement Danzô et lui fait avouer son implication dans le meurtre du clan Uchiwa par Itachi. Il l’écrase, le coupe, le consume avec les techniques du « Kaléidoscope hypnotique du Sharingan », mais Danzô semble mystérieusement survivre sans que Karin puisse détecter une illusion. Peu après, Sasuke utilise un genjutsu qui fait apparaître son frère Itachi devant Danzô. |                                                          |                                  |                                                                                                   |                       |
| 210 | La Technique oculaire interdite                          | 禁じられた瞳術                   | Kinjirareta dōjutsu (La technique oculaire interdite)                                             | 5 mai 2011            |
| [Chapitres 478-479] — Danzô parvient à immobiliser Sasuke par un sceau que ce dernier arrive à briser par sa haine. Alors qu’il le transperce avec l’arc de son Susanô, Danzô laisse apparaître sa maîtrise du Mokuton grâce à une greffe du visage du 1er Hokage ; Madara comprend alors qu’il s’est approprié la puissance des Uchiwa et des Senju en utilisant les connaissances d’Orochimaru dans le but de prendre le contrôle de Kyûbi. Il explique alors que Danzô utilise Izanagi, une technique interdite du clan Uchiwa pour transformer la réalité en illusion en l’échange du sacrifice d’un Sharingan. Danzô invoque un baku géant, parvenant à créer une brèche dans Susanô, mais Sasuke se débarrasse de l’animal en lui faisant avaler une boule de feu. Alors que le dernier Sharingan ouvert s'apprête à fermer, Sasuke et Danzô s’empalent mutuellement… |                                                          |                                  |                                                                                                   |                       |
| 211 | Danzô Shimura                                            | 志村ダンゾウ                     | Shimura Danzō (Danzô Shimura)                                                                     | 12 mai 2011           |
| [Chapitres 480-481] — Grâce à une illusion du « Kaléidoscope hypnotique du Sharingan », Sasuke piège Danzô en lui faisant croire qu’Izanagi est toujours active et le transperce une fraction de seconde après la fin de la technique. Karin soigne Sasuke ; Danzô, refusant la défaite, prend Karin en otage, mais Sasuke les transperce tous les deux. À l’article de la mort, Danzô voit défiler le moment où son rival Hiruzen Sarutobi est devenu Hokage et où il a décidé de fonder la Racine pour protéger Konoha dans le secret. Dans un dernier geste pour protéger Konoha, il active sa dernière technique pour tenter de sceller Sasuke et Madara. |                                                          |                                  |                                                                                                   |                       |
| 212 | La Résolution de Sakura                                  | サクラの覚悟                     | Sakura no kakugo (La résolution de Sakura)                                                        | 19 mai 2011           |
| [Chapitres 481-482] — Sakura demande à Kiba l’emplacement exact de Sasuke et tente d’endormir ses compagnons. Saï l’arrête et leur demande de ne pas poursuivre, espérant un renfort de Kakashi parti à leur poursuite grâce aux révélations de son clone ; il engage le combat contre Kiba et Rock Lee et Sakura profite de la confusion pour tous les endormir et se diriger seule vers l’endroit où a eu lieu le combat entre Danzô et Sasuke. Avant de s'en aller avec le corps de Danzo pour récupérer les yeux de Shisui, Madara fait remarquer à Sasuke qu'il perd petit à petit la vue du fait de l'utilisation abusive de Susano, il lui conseille de se reposer un peu avant de se rendre à Konoha et de tuer Karin. Une fois Madara parti, Sasuke s’apprête à achever Karin qui revit le moment où ils se sont rencontrés durant l’examen chūnin. Sakura arrive sur les lieux et demande à Sasuke de l’emmener avec lui. |                                                          |                                  |                                                                                                   |                       |
| 213 | Les Liens perdus                                         | 失われた絆                       | Ushinawareta kizuna (Liens égarés)                                                                | 26 mai 2011           |
| [Chapitre 482] — Naruto se réveille et repense à Sasuke, il parvient ensuite à déjouer la surveillance de Yamato et à fuir la chambre où il était confiné pour partir aussi en direction de la zone du combat, utilisant ses sens en mode ermite. Il repense à toutes ses discussions concernant Sasuke et saura maintenant quoi faire quand il se trouvera face à lui. |                                                          |                                  |                                                                                                   |                       |
| 214 | Un fardeau à assumer                                     | 背負うべき重荷                   | Seōbeki omoni (Accablé par un lourd fardeau)                                                      | 2 juin 2011           |
| [Chapitres 483-484] — Sakura déclare à Sasuke qu'elle regrette de ne pas l'avoir suivi 3 ans auparavant le jour ou il a rejoint Orochimaru, elle se montre déterminée à le suivre bien que ce dernier lui annonce de détruire Konoha et lui demande de tuer Karin elle-même afin de lui montrer sa loyauté. Comprenant qu’elle cherche à le piéger, il l’attaque et s’apprête à la tuer, mais en est empêché par Kakashi qui a retrouvé leur piste. Ce dernier tente une dernière fois de convaincre Sasuke de renoncer à sa vengeance, mais celui-ci se moque de lui d'une manière diabolique, lui demandant de ramener Itachi, ses parents et son clan, puis lui annonce qu’il a hâte de le tuer. Tandis que Sakura, chargée par Kakashi de soigner Karin, est complètement bouleversée par la nouvelle attitude de Sasuke, le combat est imminent entre le maître et son ancien élève… Ce dernier tient tête à Kakashi qui est bien décidé à éliminer son ancien élève. Alors que Sasuke commence à perdre la vue en voulant trop renforcer son Susanô, Sakura en profite pour retenter sa chance de le tuer. Mais au dernier moment, elle ne se résout pas à lui porter le coup. Sasuke tente alors de la tuer en se servant du kunaï empoisonné de Sakura. Cette dernière est sauvée in extremis par Naruto ayant retrouvé leur trace. |                                                          |                                  |                                                                                                   |                       |
| 215 | Deux Destinées                                           | 宿命のふたり                     | Shukumei no futari (Les deux destins)                                                             | 9 juin 2011           |
| [Chapitre 485] — Naruto essaye à nouveau de raisonner Sasuke en lui disant qu'il comprend mieux la souffrance qu'il endure et les raisons pour lesquelles il cherche à venger Itachi, mais en vain : le jeune Uchiwa les informe qu'il a éliminé Danzô et qu'il est fermement décidé à tuer tout le monde pour restaurer son clan. Alors que Kakashi tente d’éloigner les deux jeunes ninjas pour tuer Sasuke, Naruto oppose son « Orbe tourbillonnant » aux « Mille oiseaux »... |                                                          |                                  |                                                                                                   |                       |
| 216 | Les Grands Ninjas                                        | 一流の忍                         | Ichiryū no shinobi (Ninja de première classe)                                                     | 16 juin 2011          |
| [Chapitres 486-487] — Sasuke déclare à Naruto qu’il n’a que deux choix : le tuer et devenir un héros ou se faire tuer et devenir un perdant, mais aucune de ces deux options ne convient à Naruto. Zetsu blanc et Madara interviennent et interrompent le combat. Naruto réalise enfin qu'il est le seul à devoir éliminer Sasuke, quitte à mourir avec lui, s'il veut sauver Konoha. Sasuke accepte de prendre Naruto pour cible principale. Sakura, surprise par la détermination de Naruto, se reproche d'être la même personne que trois ans auparavant, et ne peut faire qu'une seule chose : croire en ses compagnons. Sasuke part alors avec Madara et souhaite se faire greffer les yeux d'Itachi afin d'augmenter sa puissance pour « écraser » Naruto. Après le départ de Sasuke, Naruto s'évanouit soudainement à cause du kunaï empoisonné par Sakura récupéré par Sasuke puis Kakashi décide d'emmener Karin au village. |                                                          |                                  |                                                                                                   |                       |
| 217 | La Taupe                                                 | 潜入者                           | Sennyūsha (L’infiltré)                                                                            | 23 juin 2011          |
| [Chapitres 487-488] — Naruto, accompagné de Sakura, Kakashi et Karin, attend le réveil de Kiba, Lee et Saï puis rentre avec eux à Konoha. À Kumo, Killer Bee rejoint les siens armé de Samehada ; le Zetsu noir enterre le corps de Kisame qui s’avère être un faux : Kisame est caché dans son épée. Saï informe les membres de la Racine que leur maître Danzô est mort et que Kakashi sera le prochain Hokage. |                                                          |                                  |                                                                                                   |                       |
| 218 | Les Nations se mobilisent                                | 動き出す大国                     | Ugokidasu taikoku (Les cinq grandes nations se mobilisent)                                        | 30 juin 2011          |
| [Chapitres 488] — Les daimyo des cinq grands pays sont d'accord pour la création d'une grande alliance shinobi tandis que chaque kage rapporte les nouvelles du conseil dans leurs villages respectifs. Gaara rassemble les aînés de Suna et leur rapporte les ambitions destructrices de Madara. De retour à Konoha, Naruto explique aux autres jeunes ninjas de Konoha qu'il doit leur dire quelque chose d'important. |                                                          |                                  |                                                                                                   |                       |
| 219 | Kakashi Hatake, Hokage                                   | 火影はたけカカシ                 | Hokage, Hatake Kakashi (L'Hokage, Kakashi Hatake)                                                 | 7 juillet 2011        |
| [Chapitre 488] — Naruto explique aux autres jeunes ninjas de Konoha sa décision de combattre Sasuke. Neji, Kiba et Shikamaru lui reprochent de couvrir ce dernier et de ne pas avoir profité de l'occasion de son état de faiblesse pour le tuer, mais Naruto déclare que son niveau actuel ne lui permettait pas de battre Sasuke : qu'il doit encore s'entraîner pour y arriver. Alors que Kakashi allait être nommé Hokage, Tsunade se réveille de son coma. |                                                          |                                  |                                                                                                   |                       |
| 220 | La Prophétie du grand Ermite Ôgama                       | 大ガマ仙人の予言                 | Ōgama sennin no yogen (La prophétie de l'ermite Oogama)                                           | 21 juillet 2011       |
| [Chapitres 488-489] — Sasuke s’est fait greffer les yeux d’Itachi et commence à en ressentir la puissance. Au Mont Myôboku, les crapauds ermites discutent pour savoir si la clé de son sceau doit être donnée à Naruto. Le vieil ermite Oogama souhaite lui parler et voir son futur. Karin est interrogée par Ibiki tandis que Tsunade mange sans s’arrêter pour récupérer son chakra ; Kakashi lui explique la situation ; à Konoha, les élites préparent la guerre. Naruto est invoqué au Mont Myôboku où le vieil ermite lui annonce qu’il va rencontrer un poulpe et affronter Sasuke ; il lui montre la clé de son sceau et demande à Gerotora de se transférer dans Naruto. |                                                          |                                  |                                                                                                   |                       |
| 221 | Mise au dépôt                                            | 蔵入り                           | Kurairi (Mise à l’écart)                                                                          | 28 juillet 2011       |
| [Chapitres 487 à 490] — Kabuto semblant avoir maîtrisé sa greffe d’Orochimaru réapparaît, tuant des ninjas sur son passage. Gerotora explique à Naruto comment il devra vaincre Kyûbi le jour où il se servira de la clé en absorbant son chakra tout en évitant que sa « volonté » ne prenne le dessus ce qui signifierait la renaissance complète du démon ; Naruto souhaite tenter de séparer le chakra et la volonté de Kyûbi afin de pouvoir utiliser son pouvoir et vaincre Sasuke ; il avale Gerotora et retourne à Konoha, le vieil ermite lui annonçant qu’il trouvera le poulpe sur une île. Pendant ce temps, Kabuto aborde Madara et lui propose de s’allier à lui ; il lui montre sa maîtrise de la « Réincarnation des âmes » en faisant apparaître les cinq membres morts d’Akatsuki ainsi qu’un sixième cercueil mystérieux qui persuade Madara d’accepter son aide en échange de Sasuke. Anko et d’autres ninjas de Konoha suivant la piste de Kabuto les voient ensemble ; Anko reste les espionner tandis que les autres partent prévenir Konoha. |                                                          |                                  |                                                                                                   |                       |
| 222 | La Décision des cinq kage                                | 五影の決断                       | Gokage no ketsudan (La décision des cinq kage)                                                    | 28 juillet 2011       |
| [Chapitres 489 à 491] — Le Raikage convoque une réunion des chefs de l’alliance ; les autres annoncent à Tsunade qu’ils ont décidé de cacher Naruto et Killer Bee durant la guerre afin que Madara ne s’empare pas d’eux : ils seront cachés sur une île appartenant à Kumo. Note : Cet épisode clôt l'arc majeur du Conseil des cinq kage. |                                                          |                                  |                                                                                                   |                       |
| 223 | Le Jeune Homme et la Mer                                 | 青年と海                         | Seinen to umi (Le jeune homme et la mer)                                                          | 4 août 2011           |
| Naruto, Yamato, Gaï Maito et Aoba s'apprêtent à partir pour Kumo… Ils atteignent l’unique port du Pays du Feu, mais les marins refusent de prendre la mer car un monstre attaque les bateaux qui s’éloignent de la côte. Aoba et Gaï partent pour le vaincre et sont attaqués par un makaire géant qui semble être une invocation « sauvage », laissée là à l’abandon à la fin de la dernière guerre ninja quinze ans auparavant. Naruto et son groupe donnent un coup de main à un pêcheur nommé Yusuke qui a perdu son père tué par le poisson et veut le venger en l’attrapant. Avec l’aide de Yamato, les ninjas de Konoha offrent à Yusuke un bateau et une canne à pêche suffisamment solide, et Gaï s’occupe de la propulsion, ouvrant l’une après l’autre les cinq premières portes célestes. Après une longue lutte, Yusuke attrape finalement sa proie ; Naruto délivre celle-ci d’un grand shuriken à quatre lames planté dans son front, et le poisson peut retourner dans son monde. Le lendemain, les ninjas peuvent finalement partir vers le Pays de la Foudre… Note : Cet épisode débute l'arc filler de l'excursion vers Kumo. |                                                          |                                  |                                                                                                   |                       |
| 224 | Les Ninjas de Benisu                                     | 紅州の商忍                       | Benisu no shōnin (Les marchands ninjas de Benisu)                                                 | 11 août 2011          |
| Le mal de mer de Gaï oblige l'équipage à faire escale sur une île inhabitée. Ils y retrouvent par coïncidence Sakura, Ino et Chôji en mission pour récupérer des plantes médicinales en vue de la guerre à venir. Naruto décide de les aider, mais ils ne trouvent pas grand chose. Ils rencontrent une équipe de genin de l’île de Benisu qui a déjà récolté toutes les plantes et souhaite leur vendre, mais les ninjas de Konoha refusent, pensant en trouver dans d’autres zones. À chaque fois doublés par les ninjas de Benisu, ils décident finalement d’aller chercher de la boue aux vertus médicinales dans une zone dangereuse et y retrouvent leurs concurrents, bloqués par des geysers de gaz toxique. Naruto tente de passer avec des clones, ce qui permet aux ninjas de Benisu de trouver un chemin, mais ceux-ci sont ensuite attaqués par un varan énorme. Naruto les aide en vainquant l’animal grâce à l’« Orbe tourbillonnant ». En remerciement, les ninjas de Benisu leur offrent ce qu’ils ont récolté, permettant à Sakura et son équipe de réussir sa mission. Les deux équipes de Konoha, repartent ensuite, chacune sur son bateau. |                                                          |                                  |                                                                                                   |                       |
| 225 | Le Bateau Fantôme maudit                                 | 呪われた幽霊船                   | Nowareta yūreisen (Le vaisseau fantôme maudit)                                                    | 18 août 2011          |
| Alors qu’ils naviguent dans le brouillard, Yamato raconte des histoires de fantômes pour effrayer Naruto ; il parle de la légende des vaisseaux fantômes. À ce moment, ils aperçoivent un navire de piètre allure avec des feux de Saint-Elme et des corbeaux sur le gréement. Ils l’abordent et Aoba accompagné de Yamato partent en reconnaissance ; Naruto les suit mais perd leur trace ; il rencontre un jeune mousse, Hishaku qui passe la serpillière sur le pont du bateau. Souhaitant connaître son histoire, Naruto utilise le « Multi-clonage » pour l’aider à terminer ses tâches ménagères. Alors qu’ils sont rejoints par Yamato et Aoba, Hishaku raconte que tout l’équipage a été tué par un crabe géant ; celui-ci surgit et capture Yamato avec des tentacules qu’il possède sur sa carapace. Hishaku demande à Naruto de venger l’équipage ; ce dernier tente un « Orbe tourbillonnant », mais la technique n’a aucun effet sur la carapace du crabe. Hishaku prend les commandes du navire et amène celui-ci contre un rocher ; Naruto récupère Yamato qui utilise sa technique « Mokuton » pour bloquer la créature. Grâce au balai-brosse de Hishaku, Naruto coince la bouche du monstre et envoie son clone avec un « Orbe tourbillonnant » à l’intérieur ; le crabe est ainsi vaincu. Hishaku remercie Naruto et disparaît retrouver ses compagnons fantômes. Ils disent tous au revoir à Naruto et disparaissent avec le navire, laissant le jeune ninja éberlué. |                                                          |                                  |                                                                                                   |                       |
| 226 | L’Île cuirassée                                          | 戦艦の島                         | Senkan no shima (L’île des navires de guerre)                                                     | 25 août 2011          |
| Naruto et ses compagnons sont pris dans la tempête et ne peuvent plus contrôler la direction du bateau. Le courant les envoie vers une île depuis laquelle on leur tire dessus des boulets recouverts de parchemins explosifs. Naruto est projeté hors du bateau qui est transformé en sous-marin par Yamato. Resté seul à la surface, Naruto affronte un chef pirate à la tête d’une flottille ; pourchassé par les tirs provenant de l’île, il est finalement récupéré par les autres qui font surface momentanément. Yamato s’épuise, et le sous-marin commence à prendre l’eau ; ils se dirigent dans un tunnel sous-marin qui aboutit sous l’île. Découvrant dans la caverne un cimetière des anciens habitants de l’île, massacrés par les pirates et dont les survivants ont dû survivre sous-terre plusieurs dizaines d’années, Naruto jure de les venger. Ils s’aperçoivent qu’ils sont dans le cratère d’un volcan et qu’une source chaude passe dessous ; Naruto a alors une idée. Les ninjas et les marins halent le bateau sous le cratère, et Gaï provoque une éruption d’eau chaude d’un coup de poing. Le bateau est soulevé par l’eau qui monte, sort par le cratère, et dévale la pente du volcan, pendant que Naruto bouche les canons de l’île avec des troncs. En atterrissant, le bateau renverse la flotte pirate qui est ensuite aisément maîtrisée par les ninjas, qui peuvent alors poursuivre leur route. |                                                          |                                  |                                                                                                   |                       |
| 227 | L’Île de l’oubli                                         | 忘却の島                         | Bōkyaku no shima (L’île de l’oubli)                                                               | 1er septembre 2011    |
| Essuyant une tempête à bord du bateau, Naruto et le reste de l'équipage ne font pas attention et Gai se fait enlever par un aigle géant. Suivant cet aigle afin de le libérer, Yamato, Aoba et Naruto accostent sur une île. Là, ils aperçoivent une jeune fille, qu’Aoba décide de suivre, pour lui demander si elle n'a pas vu Gaï. Yamato et Naruto partent explorer l’île d’un autre côté et se retrouvent à affronter d’autres animaux géants, avant d’enfin retrouver Gaï dans le nid de l'aigle. Pendant ce temps, Aoba a suivi la mystérieuse jeune fille jusqu’à une maison, où il découvre un livre révélant que l’île sur laquelle ils se trouvent a servi pour des recherches afin de créer l’invocation animale ultime. Il suit ensuite la jeune fille jusqu’au cratère d’un volcan où il trouve ledit animal dans une chrysalide ; par un contact mental, il s’aperçoit que ce dernier a dévoré tous les chercheurs ainsi que d’autres animaux. Gaï, Yamato et Naruto arrivent également au volcan sur le dos de l'aigle géant et s’aperçoivent que tous les animaux géants s’y sont rassemblés. Ils descendent ensuite dans le volcan, et y retrouvent Aoba qui les informe de la présence de l’invocation animale ultime. Celle-ci se réveille et commence à dévorer des animaux géants ; elle assimile les techniques et propriétés de ce qu’elle absorbe. Les quatre ninjas de Konoha essayent de l'arrêter et l’animal résiste en utilisant du genjutsu et du ninjutsu, puis tente de s'échapper en déployant des ailes. Avec l’aide de l’aigle et des autres animaux géants, la jeune fille mystérieuse, qui n’était autre qu'un esprit, entrave la bête, et l’équipe de Konoha parvient à la faire tomber dans la lave du volcan, après l’avoir découpée d’un « Shuriken Tourbillonnant ». |                                                          |                                  |                                                                                                   |                       |
| 228 | Bats-toi, Rock Lee                                       | 闘えロック・リー！               | Tatakae Rock Lee! (Bats-toi, Rock Lee !)                                                          | 8 septembre 2011      |
| Lee rêve qu’il se bat contre Madara, le leader d’Akatsuki, afin de libérer son maitre, Gaï. Il se réveille et se rend compte qu’il s’est endormi en s’entraînant ; il se dit alors qu’il doit devenir plus fort, comme Naruto, en effectuant son entraînement grâce à la potion dont il a rêvé... Gaï, sur le bateau avec Naruto, se remémore la fois où avec Lee, ils ont fêté au restaurant le succès de ce dernier dans la maîtrise de la « Fleur de Lotus ». Le lendemain, il pense se rappeler avoir été ivre et détruit l’établissement lors d'une altercation ; il retrouve Lee dans sa chambre, qui ne se souvient de rien non plus. Pour éviter que Lee ne se souvienne de sa gêne quand il a dû s’excuser, il le pousse à un « entraînement à la visualisation », inspiré par Kakashi, consistant à entourer des mets du menu et perfectionner des techniques associées. Alors que cet entraînement les rapproche dangereusement de l’évocation de la « technique de l’homme ivre », Gaï détourne la conversation en inventant la « technique de l’homme à la dérive » ; sur un bateau, il s’aperçoit qu’au fur et à mesure que Lee attrape le mal de mer, il obtient les sensations de l’homme ivre et en maîtrise naturellement la technique. Quand au summum de son mal de mer, Lee assomme Gaï d’un coup de tête, ce dernier se souvient que c’est Lee qui en mangeant un produit dérivé du saké a détruit l’échoppe la veille, et qu’il s’est excusé face au propriétaire, mais tout en louant les efforts de Lee pour s’entraîner dur... À la fin de l’histoire, Naruto fait cependant remarquer à Gaï que Lee ne pourra jamais utiliser le mal de mer lors d’un combat réel. |                                                          |                                  |                                                                                                   |                       |
| 229 | Manger ou être mangé : L’Enfer des champignons dansants! | 食うか食われるか！踊るキノコ地獄 | Kūka kuwareruka! Odoru kinoko jigoku (Manger ou être mangé ! Les champignons dansants de l’enfer) | 22 septembre 2011     |
| Naruto, Gaï, Aoba et Yamato font escale dans un port pour se réapprovisionner en nourriture avant d’emprunter le « Passage du silence », un chenal où il n’y a ni vent, ni poissons, ni oiseaux, qu’il faut suivre avec le courant. Naruto, parti faire ses emplettes, perd le contrôle de son cheval et fonce dans un marchand ; il s’excuse, et le marchand, après avoir appris qu’ils sont de Konoha, en partance pour le Pays de la Foudre, lui propose un champignon du nom de « moisignon », censé proliférer rapidement au cas où la nourriture vient à manquer. Les ninjas repartent, mais dès qu’ils arrivent dans l’humidité du passage, le champignon se propage sous forme colorée et apparemment toxique sur la nourriture et l’eau, et rend Yamato malade en aspirant son chakra mokuton… Sans eau et nourriture, Naruto et Gaï décident de manger les champignons qui se révèlent délicieux, mais finissent par les rendre violets et fous ; ils combattent sur le bateau jusqu’à se porter des coups qui leur font vomir le poison. Finalement, Naruto a l’idée d’invoquer Gamatatsu et de lui demander d’apporter de la nourriture à base d’insectes du Mont Myôboku. Quelques jours plus tard, le marchand, qui s’avère être un pirate, aborde leur navire avec ses compagnons, les pensant morts, mais ils se font capturer et renvoyer dans le passage en sens inverse avec de l’eau et un moisignon. |                                                          |                                  |                                                                                                   |                       |
| 230 | La Contre-attaque des clones                             | 影の逆襲                         | Kage no gyakushū (La contre-attaque des clones)                                                   | 29 septembre 2011     |
| Pendant cinq jours, le bateau est plongé dans une terrible tempête ; Naruto utilise quatre clones pour travailler à garder le bateau en bon état. Alors que la tempête est terminée et que la mer a retrouvé son calme, Naruto refuse de libérer ses clones par précaution. Cependant, ne supportant plus l'attitude de l'original à leur égard, ils décident de se rebeller. Ils exigent auprès de Yamato, Aoba et Gaï qu’ils se dirigent vers une île non loin, où ils les débarquent avec les membres de l’équipage. Du bateau, ils font entendre leurs revendications : bon traitements, reconnaissance et nourriture. Lorsque Gaï les attaque, ils parviennent à lui faire créer une onde de choc sur la mer et à le faire retourner sur le bateau pour que le roulis le rende malade, avant de l’emprisonner à son tour. Yamato et Aoba font une diversion avec des mouettes pour les libérer, et Naruto décide d’invoquer une centaine d’autres clones pour se débarrasser des quatre renégats. La tactique tourne au cauchemar car tous les clones se retournent contre lui et s’apprêtent à l’assassiner. Naruto se réveille soudainement et se rend compte qu’il a partagé le rêve d’un clone qui s’est dissipé après s’être interposé entre lui et une poulie tombant du mât. Il remercie les trois autres clones et les libère. |                                                          |                                  |                                                                                                   |                       |